# Netcraft
Netcraft је интернет услуга са седиштем у Бету, Енглеска.
Netcraft пружа анализу учешћа на тржишту за веб сервер и веб хостинг компаније, укључујући детекцију веб сервера и оперативни систем. У неким случајевима, у зависности од оперативног система и упита на серверу, њихова служба је у стању да прати uptimes; uptime учинак се често користи као фактор у одређивању поузданости веб хостинг провајдера.
Netcraft такође обезбеђује тестирање безбедности, и објављује новости за јавност о стању разних мрежа које чине интернет.
Компанија је позната по бесплатним алатима против пецања за Мозила Фајерфокс, Интернет експлорер и Гугл Кроум прегледаче. Почевши од верзије 9.5, уграђени филтер против пецања у Опера прегледач користи исте податке као Netcraft, па се елиминише потреба за одвојено инсталирану траку са алаткама. Студија коју је спровео Мајкрософт је закључила да је Netcraft трака са алаткама била међу најефикаснијим алатима за борбу против пецања на интернету, иако је Мајкрософт до тада заменио свој Интернет експлорер 7 са Мајкрософт Phishing Filter, вероватно као резултат лиценцираних Netcraft података.
Овај сервис може обрадити јавни IPv4 сервер на искључење IPv6. Веб-прегледач који садржи Netcraft ексензију ће приказивати информације о безбедности домена IPv4 на серверу чак и када је корисник повезан са другим сервером преко IPv6.